# Michio Takeyama
Michio Takeyama (竹山 道雄 Takeyama Michio?, 17 de julio de 1903 – 15 de junio de 1984)  fue un escritor japonés, crítico literario y erudito de la literatura alemana, activo en el periodo Shōwa de Japón.

## Primeros años
Takeyama nació en Osaka, pero se mudaba con frecuencia debido a que su padre, un empleado de banca, era trasladado a menudo. De 1907-1913,  vivió en Gyeongseong (en la actualidad Seúl), Corea, entonces bajo ocupación japonesa en corea . Después de graduarse del departamento de literatura alemana de la Universidad Imperial de Tokio, fue enviado por el Ministerio de Educación a Europa, donde  estudió durante tres años en París y Berlín.

## Carrera literaria
Al regresar en 1932, Takeyama enseñó alemán  como profesor del Primer liceo, y también tradujo trabajos de literatura alemana al japonés. Entre los trabajos se encuentran  Una Antología de Goethe, Así Habló Zarathustra de Nietzsche y De mi vida y mi pensamiento: Una Autobiografía de Albert Schweitzer.
A pesar de sus lazos con Alemania, desconfiaba del Pacto Tripartito entre Japón, Alemania Nazi e Italia Fascista, y publicó un editorial llamó Doitsu, atarashiki chūsei?
('Alemania, ¿la Edad Media renovada?'), en el que era crítico con el totalitarismo extranjero.
En 1944, Takeyama se trasladó a Kamakura, Prefectura de Kanagawa después de que su casa en Tokio se destruyera en los bombardeos aéreos. Vivió en Kamakura hasta su muerte en 1984. Después de la Segunda Guerra Mundial, Takeyama se hizo famoso por su novela, Biruma no Tategoto ("Arpa de Birmania"), que fue serializada en Akatonbo ('La Libélula Roja'), una revista literaria dirigida principalmente a niños, entre 1947-1948, antes de ser publicada en formato de libro en octubre de 1948. Una novela galardonada, que fue posteriormente traducida al inglés bajo el patrocinio de la UNESCO, y adaptada a una famosa película de 1956. En 1948,  escribió Cicatrices, ambientada en el norte de China, el cual Takeyama había visitado en 1931 y 1938.
En 1950, durante la cima de la popularidad del socialismo en la política japonesa, Takeyama se pronunció de nuevo, esta vez en contra del Estalinismo, y advirtió que el totalitarismo puede provenir tanto de la izquierda del espectro político, como de la derecha.
En 1951, Takeyama renunció a su puesto de profesor en favor de la crítica literaria, publicando Shōwa no Seishin-shi ("Una historia psicológica del periodo Shōwa") and Ningen ni Tsuite ("Sobre seres humanos"); no obstante, a lo largo de su carrera, Takeyama tuvo intereses muy diversos.
En 1959, Takeyama creó una revista literaria, Jiyu ("Libertad"), junto con el novelista  Hirabayashi Taiko. Además empezó a escribir literatura de viajes. Sus obras Koto Henreki: Nara (Peregrinación a la antigua capital, Nara), y Nihonjin to Bi (El japonés y la belleza) combinan su amplio conocimiento de las artes clásicas de Japón y su sensibilidad para la literatura europea.También escribió Yoroppa no Tabi ("Viajes en Europa") and Maboroshi to Shinjitsu: Watashi no Sobieto Kembun ("Fantasía y verdad: Mis observaciones de la Unión Soviética"), in las que analiza la civilización occidental and su percepción del fracaso del comunismo en la Unión Soviética.
Takeyama se convirtió en miembro de la Academia de las artes de Japón en 1983, y este mismo año fue galardonado con el Premio Kikuchi Kan por una antología de ocho de sus obras más destacadas. Murió en 1984 y su tumba está en el cementerio Kamakura Reien.
- Datos: Q461845

## Véase también
- Literatura de Japón